# ديزي باريرو
دايزي ماريا خيسوس باريرو مارتينيز (مواليد 19 يناير 2001) هي لاعبة كرة قدم من باراغواي تلعب كمدافع لنادي بريميرا الوطني الإسباني «سي دي خوان غراندي» والمنتخب الوطني للسيدات في باراغواي.

## روابط خارجية
- ديزي باريرو على موقع الاتحاد الدولي (مؤرشف)  (الإنجليزية)
- ديزي باريرو على موقع قاعدة بيانات كرة القدم.إي يو (الإنجليزية)